# Lijst van spelers van RCH
Dit is een lijst van voetballers die minimaal één officiële wedstrijd hebben gespeeld in het eerste elftal van de Nederlandse voormalig betaaldvoetbalclub RCH.

## B
- Loek Bekkers
- Arie van den Berg
- Piet van den Berg
- Siem Bes
- Beunder
- Louis Biesbrouck
- Louis Biesbrouck (junior)
- R. Blokker
- Jan Blom
- Boshuizen
- Lodewijk van Braam
- Andreas van den Brink
- Van der Brink
- Piet Brouwer

## C
- Frans Caspers
- H. Cornet
- Chris Croes
- Harold Cyrill

## D
- Jan Dahrs
- J. van Dijk
- Jan van Doesselaar
- Van Doorn
- Charley Dors
- Hans Driessen

## E
- Paul van Egmond
- Arie van Eijden
- Engelenburg
- Johan Engelsma
- Aad Euwes

## F
- Jan Fransz

## G
- Hans Galis
- Tonnie Galis
- Gerritsen
- Gerrie de Goede
- De Griend
- Rob Groot

## H
- J. J. Hanse
- Wim Hanse
- Van Heerden
- Hendriks
- Dries Hendriks
- Olof Hendriksen
- Piet Henke
- Peter Hoet
- Jan Honout
- Rikus Hoogendoorn
- P. Huijer
- Gerrie Hup

## J
- Wilhelmus Jansen
- Dirk de Jong
- Wim de Jong
- Arie Jonker
- Joon

## K
- Herman Kamoen
- P. C. Keizer
- Nico Kesselaar
- Henk Ketting
- Franciskus van der Klugt
- Herman Koers
- Ab Koning
- J. Koppen
- Simon Kops
- Jan Koster
- Johan Koster
- Rob Koster
- Ger Krist
- Kroonsberg
- Maup Kruijer

## L
- Wim van Langeraar
- Henk Langeveld
- Gerard Lasschuit
- Cock van Leeuwen
- Henk Liefhebber
- Piet van der Lippe

## M
- Ulrich Maslo
- Paul van der Meeren
- Cornelis Meijer
- Dick Meijer
- Cees Mooij
- L. Mussche

## N
- László Nánai
- Johan Neeskens

## O
- Hennie Oldenziel
- Chiel Ooms
- Gerard Oosterbaan

## P
- René Pas
- Bram Peper
- Doby Peters
- Jaap Pirovano
- Dolf Poerwo

## R
- Henk van Ramselaar
- Piet Ranzijn
- Ben Romviel
- Joop Rooders
- Hendrik Ruis

## S
- Joop van der Schilden
- Hennie Schipper
- Christiaan Schoonenberg
- Carol Schuurman
- Hennie Seegers
- Bart Severijnse
- Cees Smit
- Ton Smit
- Spaan
- Hans Spiele
- Aart Spruit
- Leo Steegman
- Jan Stoute
- Bert Strijks

## T
- Theo Terbruggen
- Jimmy van Tongeren
- Kees Tukker

## V
- Ton Verschoor
- Jan Villerius
- Van der Vlugt
- Bap van der Voort
- Wim de Vos
- De Vries

## W
- Koos van Weerlee
- Ronald Weijers
- Victor Wels
- Henny van Werve
- Wezenberg
- Victor Wijers
- Joop Wille
- Bert van Wooning
- Henk Wullems

## Z
- Zevenhoven
- Zijlstra